# Medley Ridge
Medley Ridge är en bergstopp i Antarktis. Den ligger i Östantarktis. Nya Zeeland gör anspråk på området. Toppen på Medley Ridge är 1 999 meter över havet.
Terrängen runt Medley Ridge är varierad. Trakten är obefolkad. Det finns inga samhällen i närheten. 